# Uzunica
Uzunica (bułg. Узуница) – szczyt pasma górskiego Riła, w Bułgarii, o wysokości 2606 m n.p.m.